# 1914 (zespół muzyczny)
1914 – ukraiński zespół metalowy ze Lwowa, założony w 2014. Tematyka twórczości zespołu koncentruje się wokół I wojny światowej, co znajduje odzwierciedlenie zarówno w nazwie, jak i w warstwie lirycznej oraz stylistycznej. Muzyka 1914 stanowi połączenie doom metalu, death metalu i elementów black metalu.

## Historia
Zespół został założony latem 2014 roku przez wokalistę Dmytra „Kumara” Ternuszczaka, wraz z muzykami znanymi z innych ukraińskich formacji, takich jak Skinhate, Ambivalence, ForceOut, Johny B Gut, Stalag 328, Disentrail, Ratbite czy Toster. W 2015 grupa zadebiutowała albumem Eschatology of War, wydanym przez Archaic Sound. Trzy lata później ukazał się drugi album zatytułowany The Blind Leading the Blind, który spotkał się z pozytywnym odbiorem krytyki muzycznej i przyczynił się do podpisania kontraktu z wytwórnią Napalm Records.
W 2021 zespół wydał trzeci album studyjny – Where Fear and Weapons Meet, który również zdobył uznanie recenzentów i został uwzględniony w licznych zestawieniach najlepszych albumów roku.

## Styl muzyczny
1914 łączy elementy death metalu i doom metalu, z wyraźnymi wpływami black metalu. W ich utworach dominują nisko strojone gitary, głęboki bas i melancholijne partie melodyczne. Zespół preferuje średnie i wolne tempa, rzadziej sięgając po typowe dla death metalu blast beaty. Istotnym elementem brzmienia są sample – przemówienia z epoki, odgłosy bitew czy dźwięki maszyn wojennych. Charakterystyczne dla zespołu są także otwierające i zamykające albumy utwory stylizowane na nagrania z czasów I wojny światowej, oznaczane jako War In i War Out.
Zespół swoje treści określa jako antywojenne.

## Dyskografia
- Eschatology of War (2015)
- The Blind Leading the Blind (2018)
- Where Fear and Weapons Meet (2021)